# Fort Lauderdale
Fort Lauderdale o Ft. Lauderdale (/lɔːdərdeɪl/) è una città costiera degli Stati Uniti, situata lungo l'Oceano Atlantico nella parte sudorientale dello Stato della Florida (48 km a nord di Miami), capoluogo e maggiore città della Contea di Broward.
La popolazione è di 182 760 abitanti al censimento del 2020, rendendola la decima città della Florida per popolazione.
È parte dell'aggregato urbano denominato South Florida Metropolitan Area (o Grande Miami), facendo così parte d'un'area metropolitana con più di 6 milioni di abitanti.
Nota città turistica, Fort Lauderdale è considerata la capitale mondiale dello yachting, con oltre 50 000 yacht registrati e 100 porti turistici.

## Geografia fisica

### Territorio
Posta su una striscia di terra pianeggiante sulla foce del New River, fra gli Stretti della Florida a est e le Everglades a ovest, Ft. Lauderdale è nella zona di transizione fra il tipico clima temperato umido degli ex-Stati Confederati d'America e il clima tropicale tipico della Florida. 

### Clima
Nonostante la vicinanza di malsane paludi, la città grazie alla sua posizione favorevole sull'Oceano Atlantico gode di condizioni climatiche alquanto favorevoli: le temperature minime medie di gennaio non scendono mai sotto i 15 °C, mentre le massime di luglio non vanno oltre i 35 °C. Le condizioni meteorologiche sono serene per circa 300 giorni l'anno.

## Storia
Sebbene l'area fosse già abitata dai nativi Seminole, che avevano trucidato i nativi Tequesta, nonché sterminato un piccolo avamposto di coloni bianchi nel 1830, la città deve il suo nome al maggiore dell'esercito William Lauderdale, che ivi installò nel 1838 un avamposto militare (New River Fort) nel corso della seconda guerra contro i pellerossa di quella zona, assieme ad un altro sul Tarpon Bend, ora sede del quartiere di Sailboat Bend, più un terzo a Bahia Mar Marina: tutti presero il loro nome dal Maggiore Lauderdale, per poi passarlo alla città. Paradossalmente non fu comunque l'afflusso di soldati a determinare le fortune della città, visto che già nel 1843 l'area, partite le ultime truppe, era ritornata al suo stato di malsana palude, ma l'impresario Francis Strahan, che nel 1893 attivò un servizio di traghetti sul New River durante la costruzione della Ferrovia Atlantica. La città, da semplice agglomerato di baracche per gli operai della ferrovia, crebbe così fino a raggiungere lo status di comune autonomo nel 1911 ed a diventare sede della Contea di Broward nel 1915.
Ma è durante la febbre immobiliare degli anni venti che Fort Lauderdale, come del resto tutta la Florida, vide i maggiori tassi di sviluppo, dovuti all'atteggiamento alquanto tollerante verso alcool e gioco d'azzardo. Il devastante uragano nel 1926 e la Grande depressione del 1929-1941 misero tuttavia una forte ipoteca sulla crescita della città, subito riscattata dalla sua posizione strategica all'imbocco del Mar dei Caraibi, che la resero sede di caserme, piazzeforti e distaccamenti dell'Esercito, della Marina e dell'Aviazione degli Stati Uniti. Tra l'altro, fu proprio nei pressi di Fort Lauderdale che avvenne l'incidente aereo che coinvolse la Squadriglia 19.
A differenza di quanto era avvenuto nel 1843, stavolta gli uomini distaccati decisero di trasferirsi in pianta stabile nei confini della città, portando così Fort Lauderdale ad un'esplosione demografica anche maggiore di quella degli anni venti e facendole sfondare il tetto delle 85 000 anime nel 1960, con un incremento pari al 230%. Questa crescita tumultuosa ebbe un discreto rallentamento, però, già negli anni settanta, e con gli anni ottanta il saldo divenne negativo, facendola passare dai 155 000 abitanti del 1980 ai 150 000 del 1990. Gli anni 2000 hanno visto comunque un leggero incremento demografico, anche se dovuto essenzialmente all'annessione di sette comunità all'interno della Contea di Broward. Nel 2025, Fort Lauderdale è così una fiorente città di 184 000 abitanti, amena località di villeggiatura, ma anche centro nevralgico di un'area metropolitana di oltre 2 milioni di abitanti.

## Economia

### Turismo
Come molte città della Florida, l'economia di Fort Lauderdale si basa in gran parte sul turismo balneare: fino a poco tempo fa era infatti una delle mete predilette delle cosiddette "Vacanze di Primavera", ossia la sospensione didattica nei collegi americani durante il periodo pasquale, con centinaia di migliaia di studenti attratti dalle sue spiagge. Scoraggiato dalle severe leggi della contea, promulgate in seguito ai gravi problemi di ordine pubblico che avevano valso alla città il nomignolo di "Fort Liquordale", il tradizionale flusso degli studenti ha visto negli ultimi tempi un ridimensionamento, passando dalle 350 000 unità del 1986 alle 10 000 del 2006. Altre tipologie di visitatori ne hanno preso in ogni caso il posto, mantenendo il flusso turistico sulla media di quasi 11 000 000 di persone l'anno. Un altro pilastro dell'economia locale è l'industria della nautica, essendo organizzatrice della più grande fiera della nautica mondiale nonché porto d'attracco per le navi in crociera per le Antille.
L'amore della città verso il mare, che ben giustifica il suo appellativo di "Venezia d'America" è testimoniato inoltre dalle quasi 45 000 barche a vela per 185 000 abitanti e dai suoi 100 porticcioli e ormeggi. La sua estesa rete di canali interni all'area urbana, pari a circa 270 km (170 miglia), l'ha portata a stringere un gemellaggio proprio con Venezia. Anche la città di Rimini è gemellata con Fort Lauderdale, i cui circa 4 000 ristoranti e 120 discoteche, distribuiti lungo quasi 15 chilometri di litorale, ne rendono una sorta di versione d'Oltreoceano.

## Monumenti e luoghi d'interesse
- Cinema drive-in Swap Shop: conosciuto per ospitare al suo interno anche il mercato delle pulci più grande del mondo.
- Galleria Henry E.Kinney: l'unica galleria stradale di tutta la Florida.
- Parco Statale Hugh Taylor Birch: è il polmone verde della città, al cui interno il Terramar Visitor Center illustra la fauna tipica della Florida sudorientale.

## Sport
Fort Lauderdale è sede della squadra di hockey dei Florida Panthers. Lo stadio cittadino ospita il ritiro primaverile degli Yankee di New York e degli Orioles di Baltimora, mentre lo stadio Lockhart ospita la squadra di calcio dei Florida Atlantic University Owl. La città è inoltre sede di un altro club calcistico, i Fort Lauderdale Strikers, che hanno militato nell'originale North American Soccer League; la squadra ha schierato, tra gli altri, gli ex nazionali inglesi Gordon Banks e Ian Callaghan, il nordirlandese George Best e il tedesco Gerd Müller.

### Impianti sportivi
Sul territorio della cittadina della Florida, è presente il Chase Stadium, un impianto sportivo di 18.000 posti a sedere, dove si disputano le partite dell'Inter Miami e della squadra riserve, l'Inter Miami II. Tra le file della squadra di proprietà dell'ex calciatore inglese David Beckham, si possono annoverare giocatori come il campione del mondo argentino Lionel Messi, l'uruguaiano Luis Suárez, gli spagnoli Sergio Busquets e Jordi Alba, oltre ad allenatori come l'argentino Tata Martino.

## Società

### Evoluzione demografica
Secondo il censimento del 2000, ci sono 152 397 abitanti, 68 468 persone che vivono nella stessa casa e 33 001 famiglie residenti nella città. La densità di popolazione è di 1854,4 km². Ci sono 80 862 unità abitative e una densità media di 984,0 km². 
Ci sono 39 522 persone che vivono nella stessa casa delle quali il 19,6% ha bambini al di sotto dei 18 anni che vivono con loro, il 32,2% sono coppie sposate che vivono insieme, il 11,5% ha un capofamiglia femmina senza marito presente e il 51,8% non sono considerate famiglie. Il 40,3% di tutte le persone che vivono nella stessa casa sono composte da singoli individui e il 11,7% è composto da persone che vivono da sole e che hanno dai 65 anni in su. La misura medie di persone che vivono nella stessa casa è di 2,14 e la misura media di una famiglia è di 2,97.
Nella città la popolazione è distribuita con il 19,4% sotto i 18 anni, 7,7% dai 18 ai 24, 32,8% dai 25 ai 44, 24,8% dai 45 ai 64 e 15,3% dai 65 anni in su. L'età media è di 39 anni. Per ogni 100 femmine ci sono 110,0 maschi. Per ogni 100 femmine dai 18 anni in su, ci sono 111,1 maschi.
Il reddito medio per una persona che vive nella stessa casa con qualcun altro è di 37 887 dollari e il reddito medio per una famiglia è di 46 175 dollari. I maschi hanno un reddito di 34 478 dollari contro i 27 230 per le femmine. Il reddito pro capite per la città è di $27.798. Il 13,8% della popolazione e il 17,7% delle famiglie sono al di sotto del soglia di povertà. Tra la popolazione totale, il 29,0% di quelli al di sotto dei 18 anni e l'11,1% di quelli dai 65 anni in su vivono al di sotto del livello di povertà. 

### Etnie e minoranze straniere
La composizione della città è 64,27% bianchi, 28,88% afroamericani, 0,23% nativi americani, 1,03% asiatici, 0,05% isolani del Pacifico, 1,76% di altre etnie e 3,79% di due o più etnie. Il 9,45% della popolazione è ispanica o latina di qualunque stirpe. 
La comunità gay della città è consistente, attiva, organizzata (specie nel settore del turismo) e tra le più importanti e conosciute degli Stati Uniti.

### Lingue e dialetti
Il 75% circa degli abitanti parla l'inglese; seguono a debita distanza lo spagnolo (10% circa) ed il francese (10 % circa). Italiano e portoghese vedono la stessa percentuale di locutori (1% circa).

### Istituzioni, enti e associazioni
- James Randi Educational Foundation: associazione fondata da James Randi nota per il suo impegno contro la pseudoscienza, la superstizione e l'irrazionalismo.

## Cultura

### Musei
- International Swimming Hall of Fame: dedicato alla conservazione ed alla promozione degli sport acquatici.

## Infrastrutture e trasporti

### Autobus
Il trasporto pubblico locale su gomma è in carico al Boward County Transit, che serve tutta la contea, con tratte anche per Miami, West Palm Beach e Boca Raton.

### Strade
Il trasporto privato verte su una rete costituita da tre autostrade dell'Interstate Highway System, altrettante U.S. Routes, una superstrada a pedaggio e una strada statale. 

### Tram
Per decongestionare le arterie stradali dal flusso ormai insostenibile di pendolari, residenti e visitatori è attualmente in fase di avanzata progettazione un'innovativa tramvia ad energia solare, denominata "the Wave" (L'Onda). 

### Ferrovie
Miami è anche raggiungibile tramite il servizio ferroviario suburbano Tri-Rail, il quale serve inoltre l'Aeroporto Internazionale di Fort Lauderdale-Hollywood, snodo di notevole importanza verso l'America Latina ed i Caraibi. Quattro linee ferroviarie transitano per Ft. Lauderdale, ma solo una, la Ferrovia Atlantica, è dedicata al traffico passeggeri: dalla locale stazione, gestita dall'Amtrak, partono treni giornalieri per Orlando, Savannah, Charleston, Richmond e Washington, con termine corsa a New York. 

### Porti
Il traffico marittimo, sia passeggeri sia merci, viene smistato attraverso il porto di Port Everglades, attualmente il terzo per volume merci/passeggeri di tutti gli Stati Uniti d'America.

## Amministrazione

### Gemellaggi
- Venezia
- Rimini
- Medellín

## Galleria d'immagini

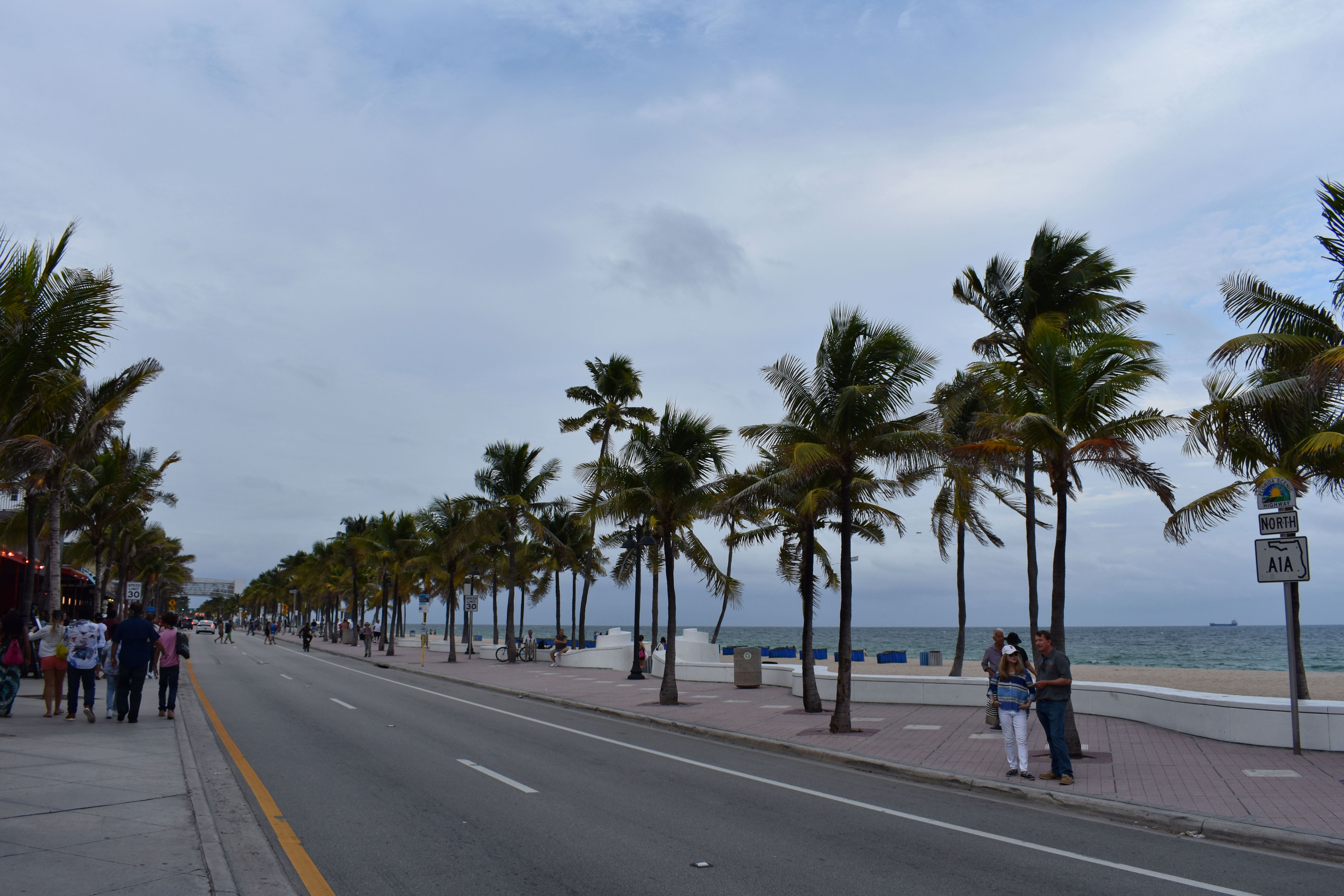
Litorale di Fort Lauderdale
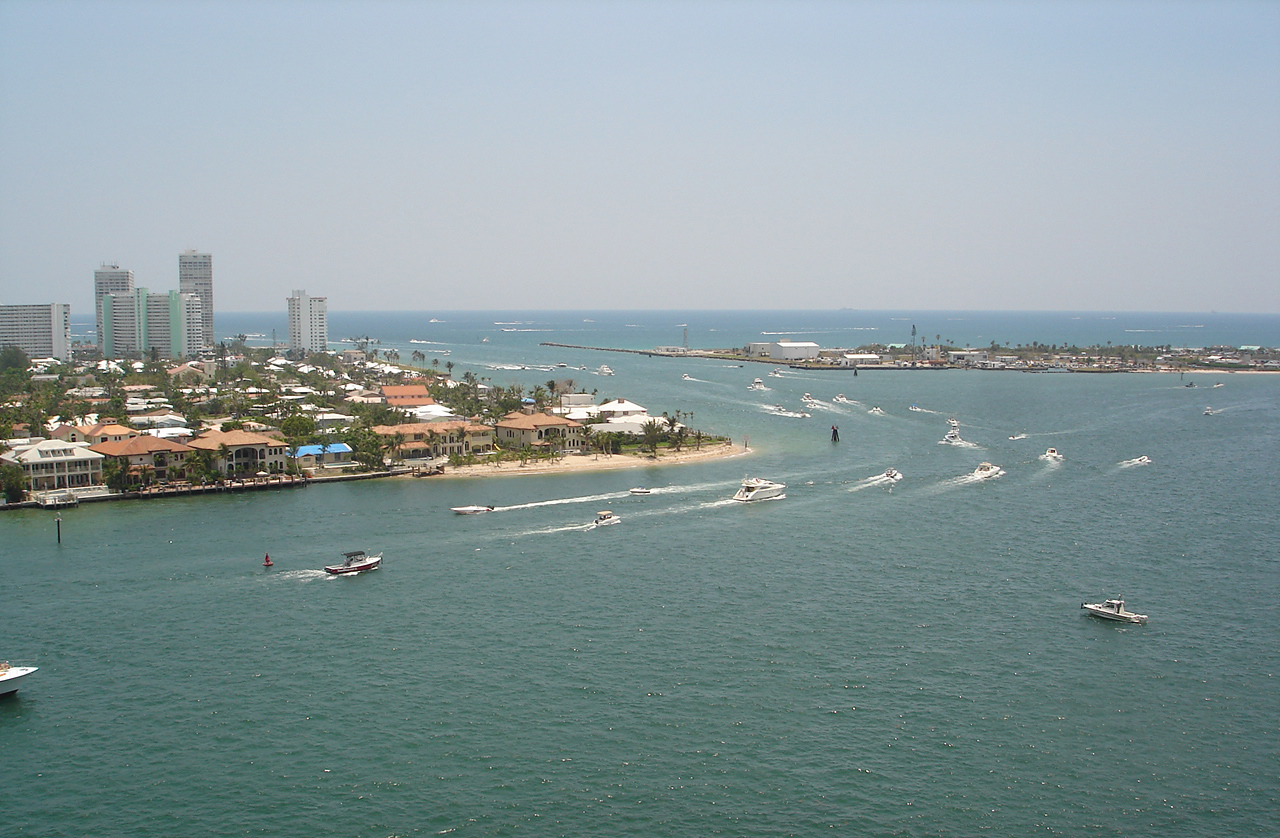
Veduta del porto
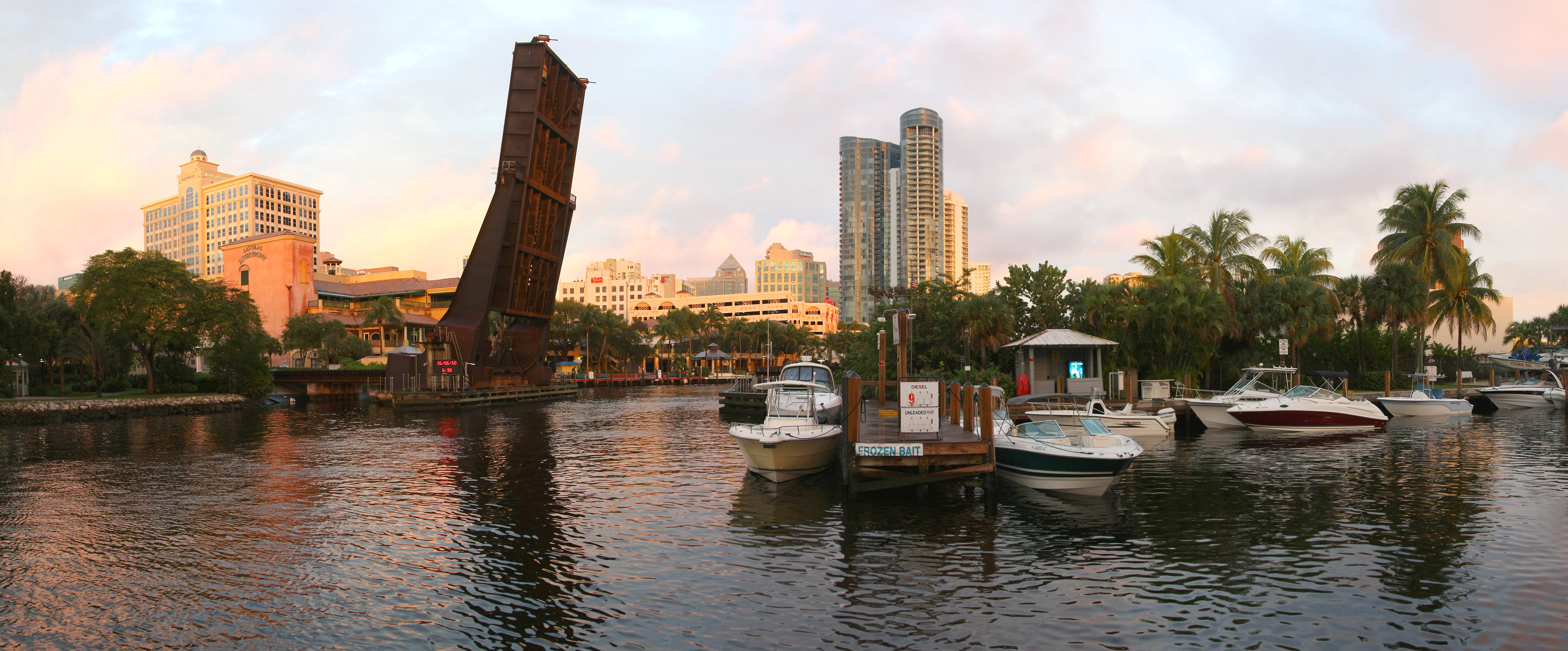
Fort Lauderdale dal New River
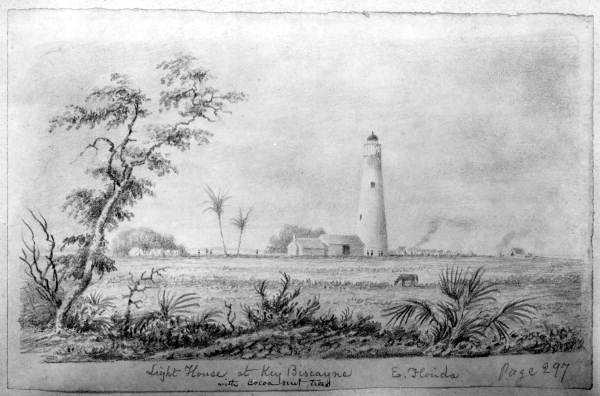
Faro di Cape Florida, 1840 circa
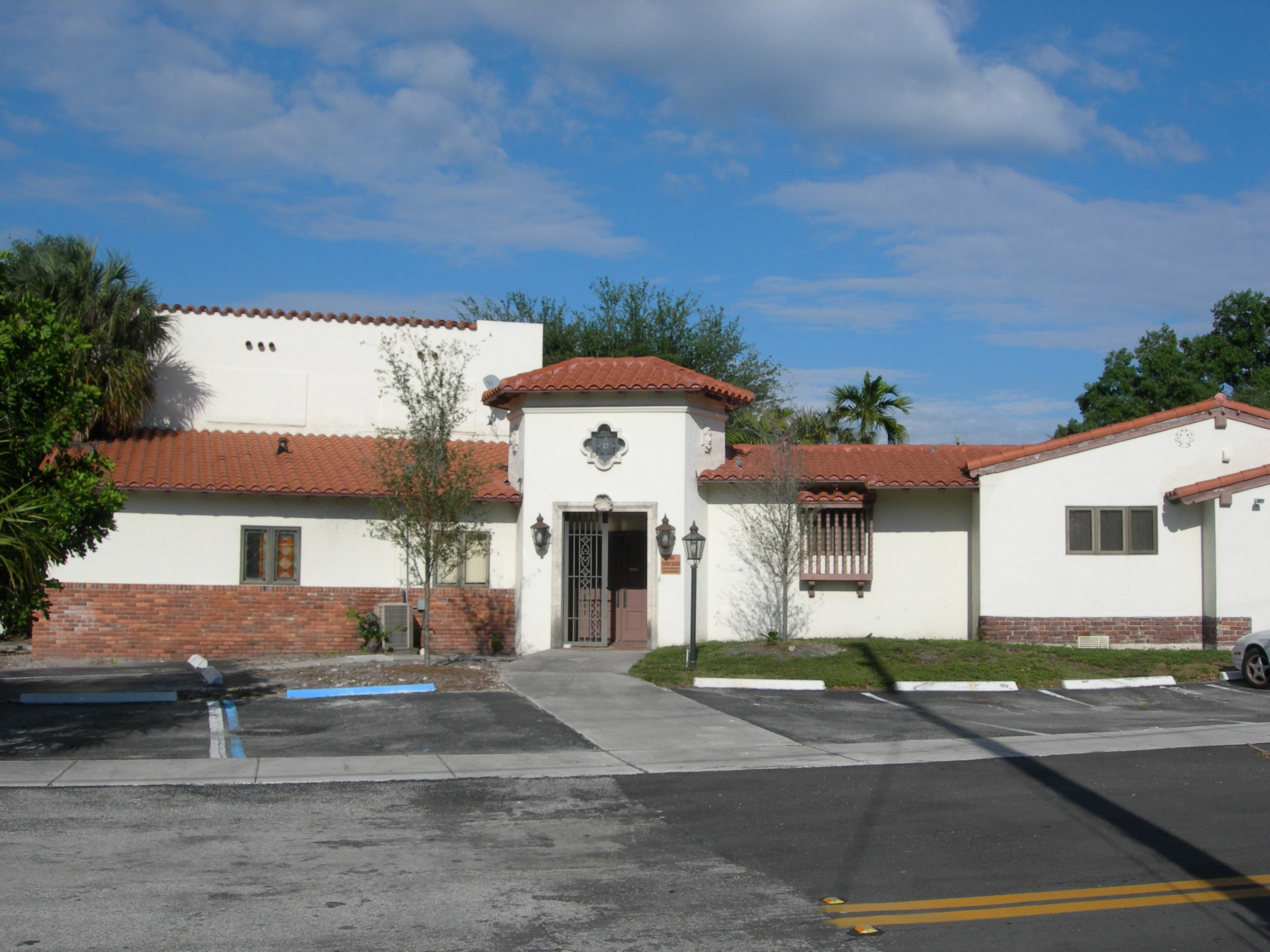
Sede della Randi Foundation
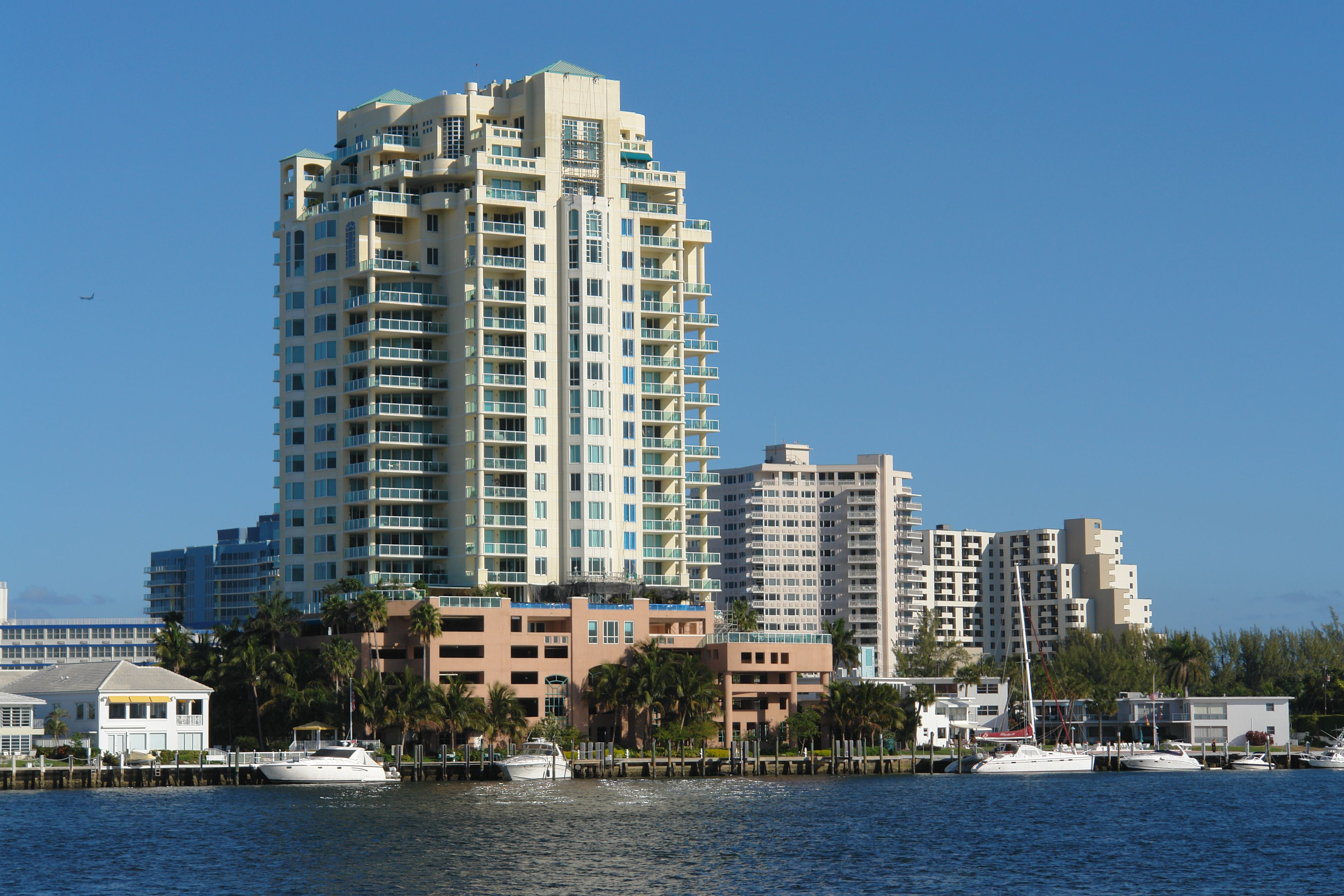
Grattacieli sulla marina
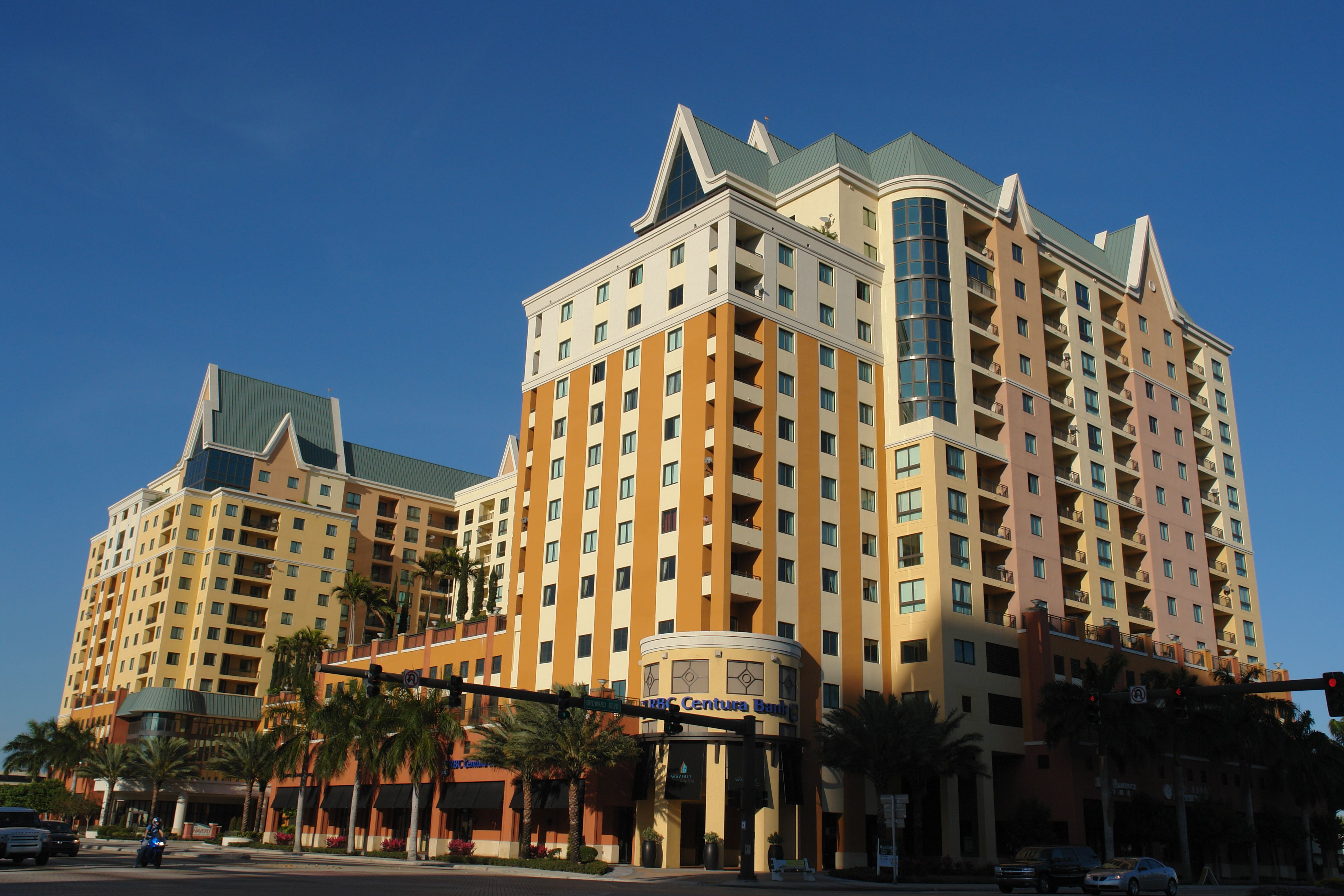
Palazzo Waverly
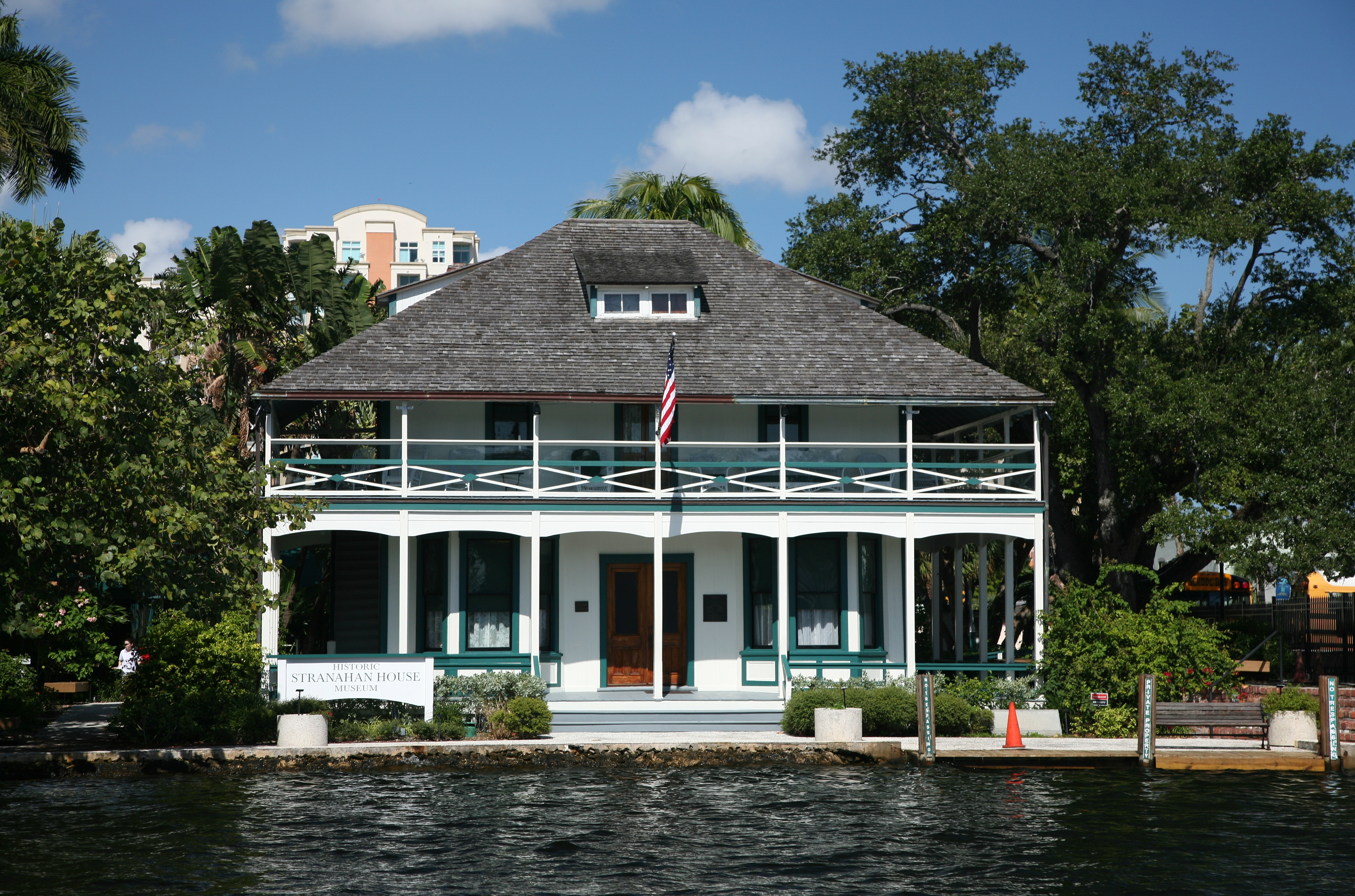
Residenza storica dell'impresario Francis Stranahan (1900 circa)
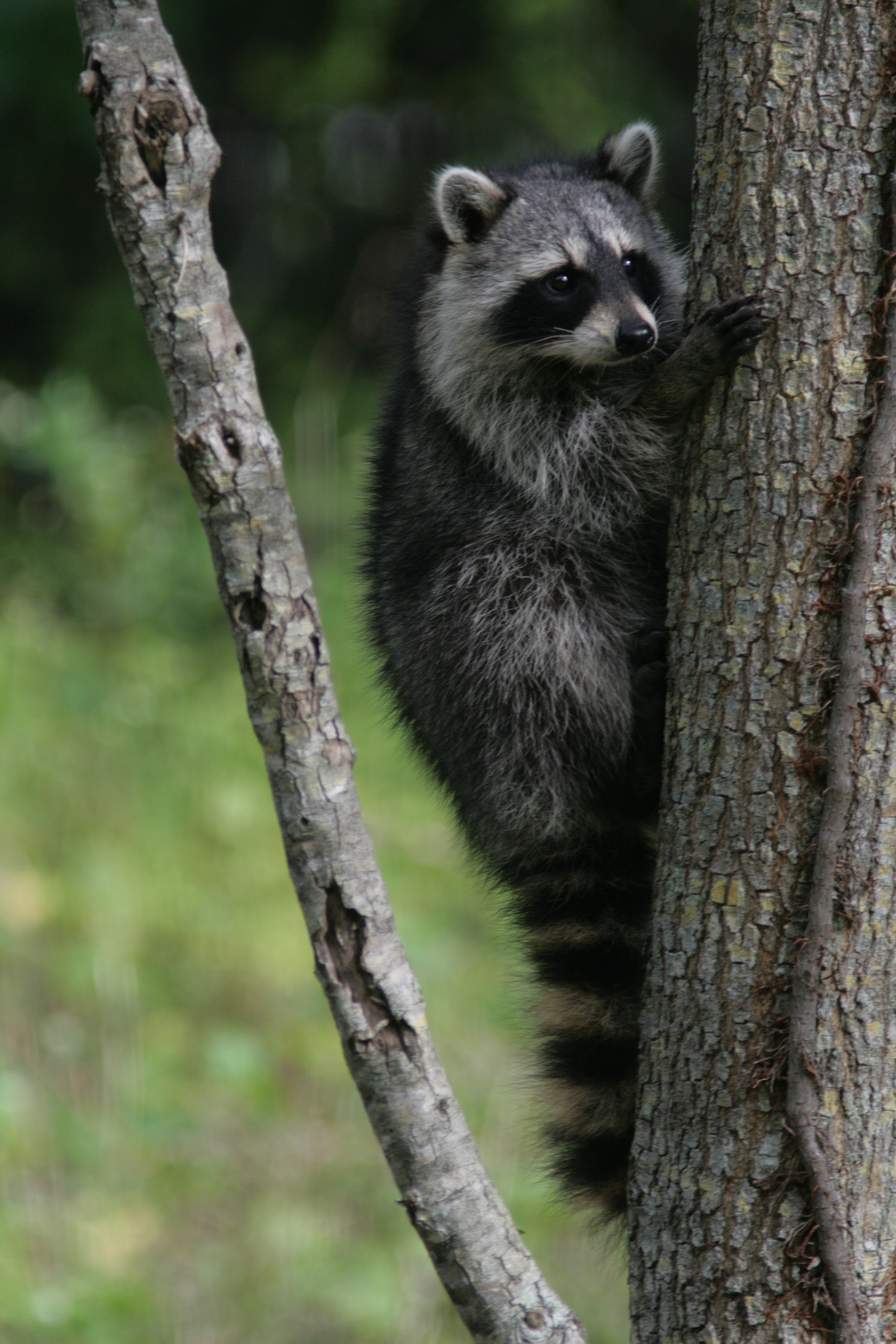
Fauna del Parco Statale H.T. Birch: un procione
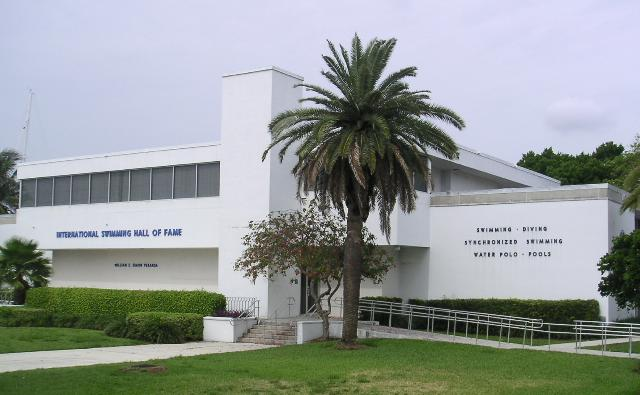
Il museo International Swimming Hall of Fame
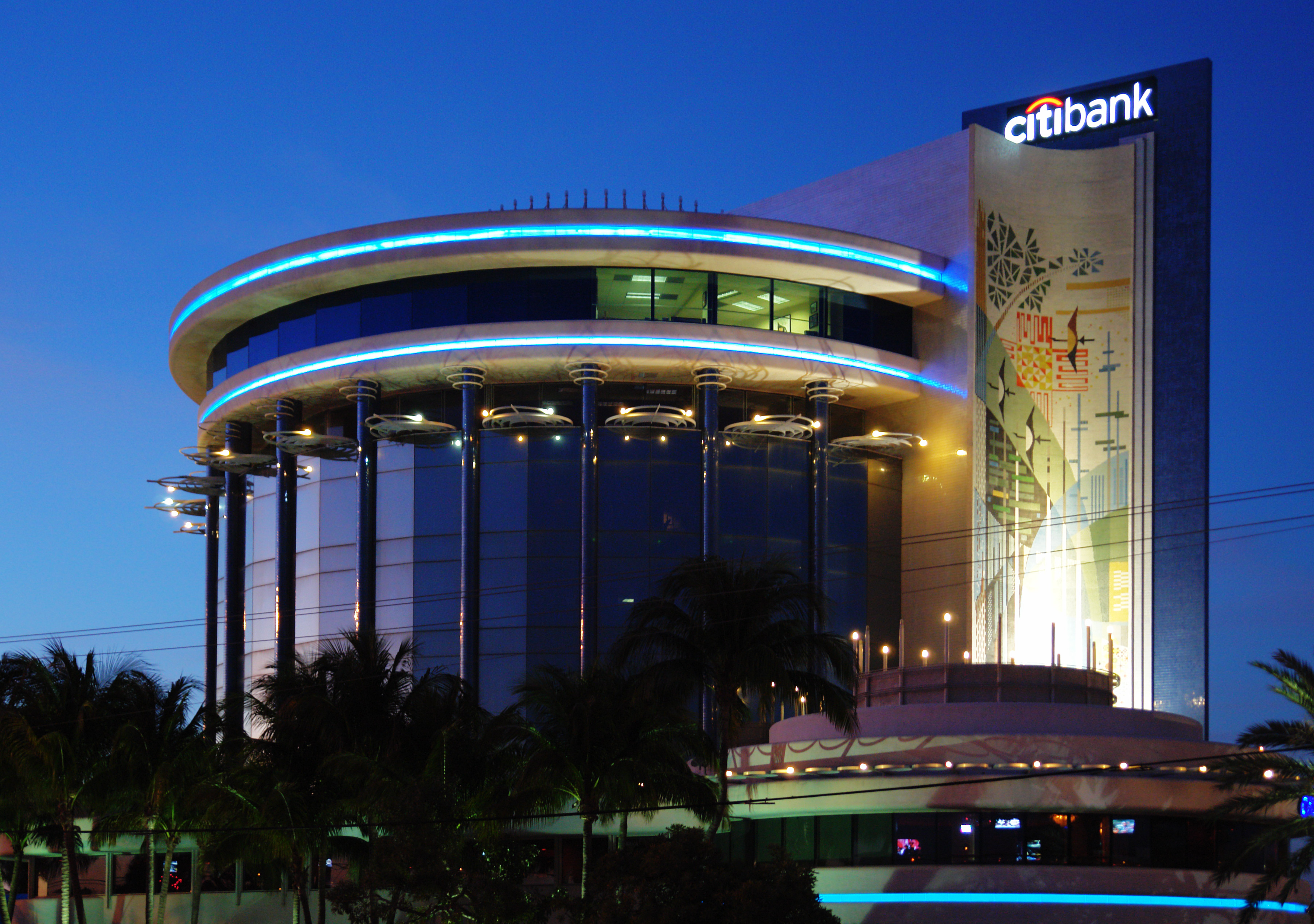
Veduta al tramonto della Banca Centrale di Fort Lauderdale
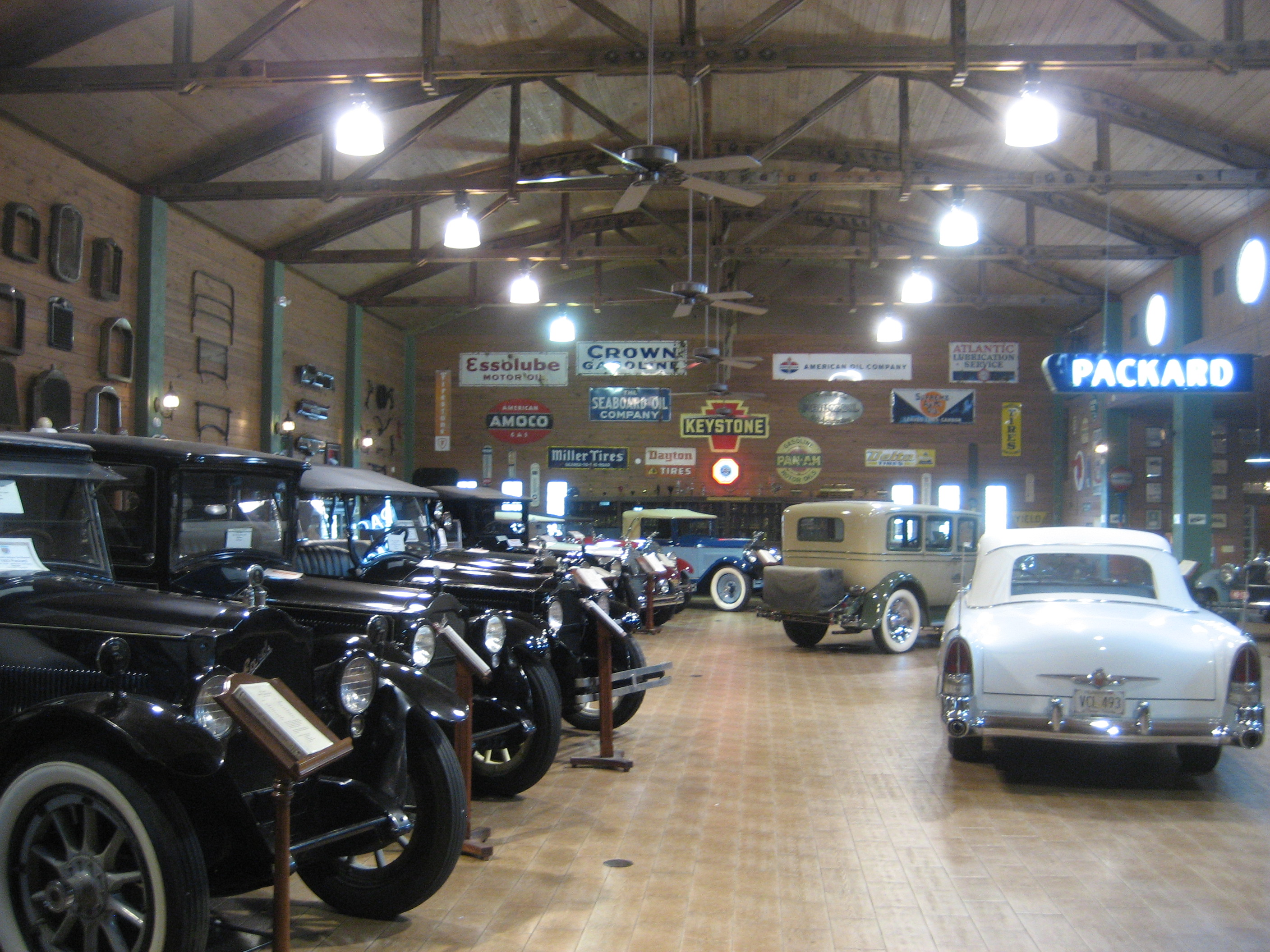
Panorama del salone centrale dell'Antique Car Museum
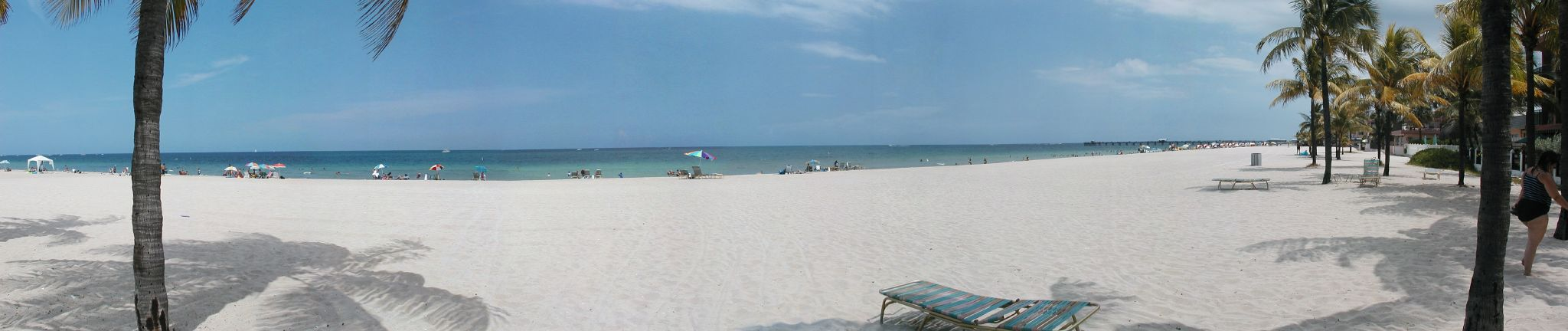
Arenile di Fort Lauderdale: prospetto generale
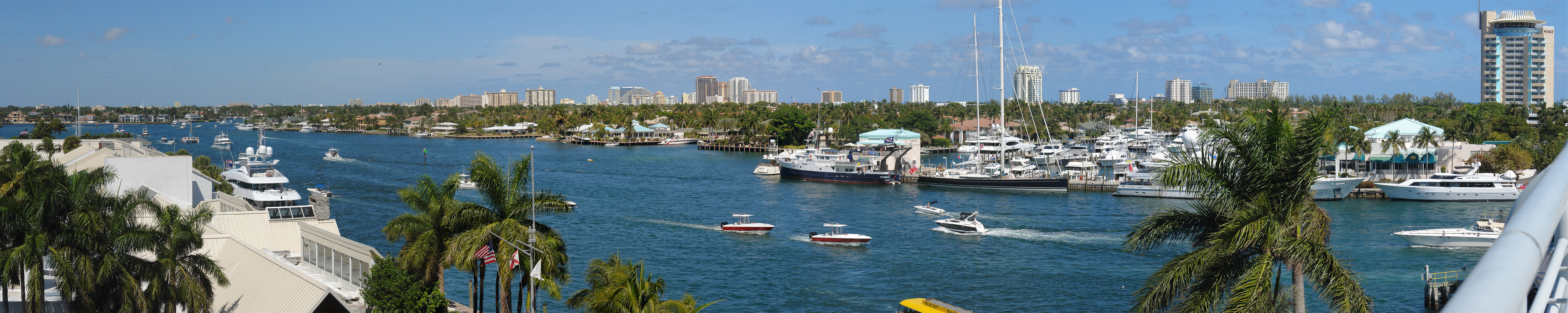
Porto di Fort Lauderdale: prospetto generale
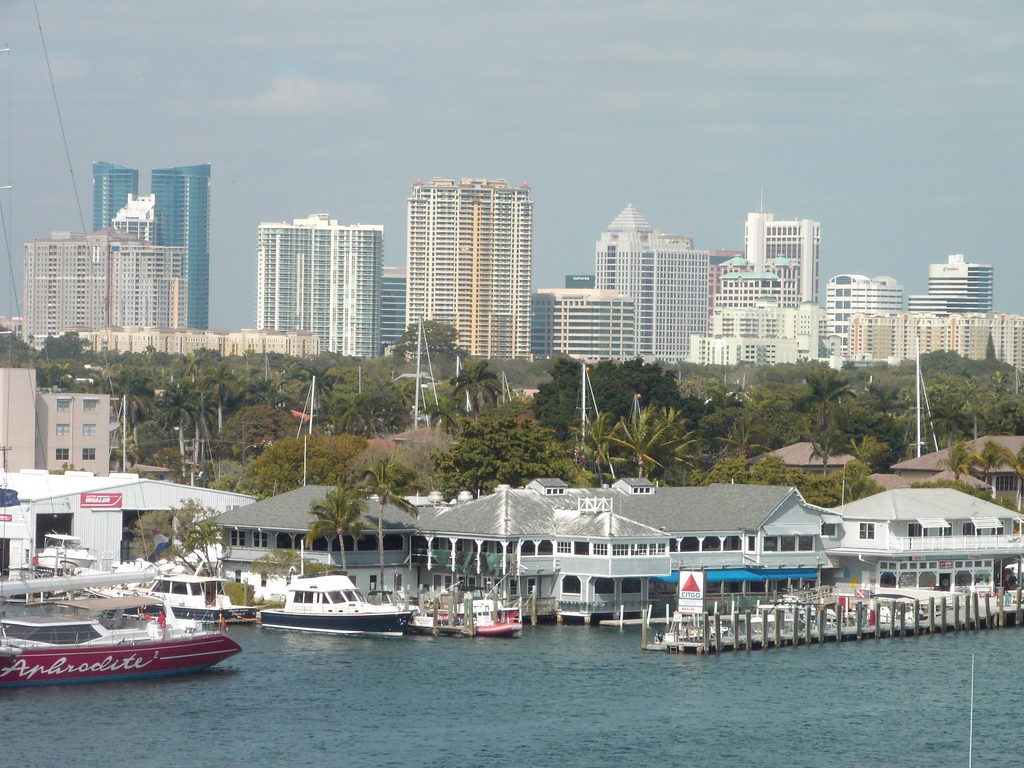
Fort Lauderdale: veduta dalla 17ª strada
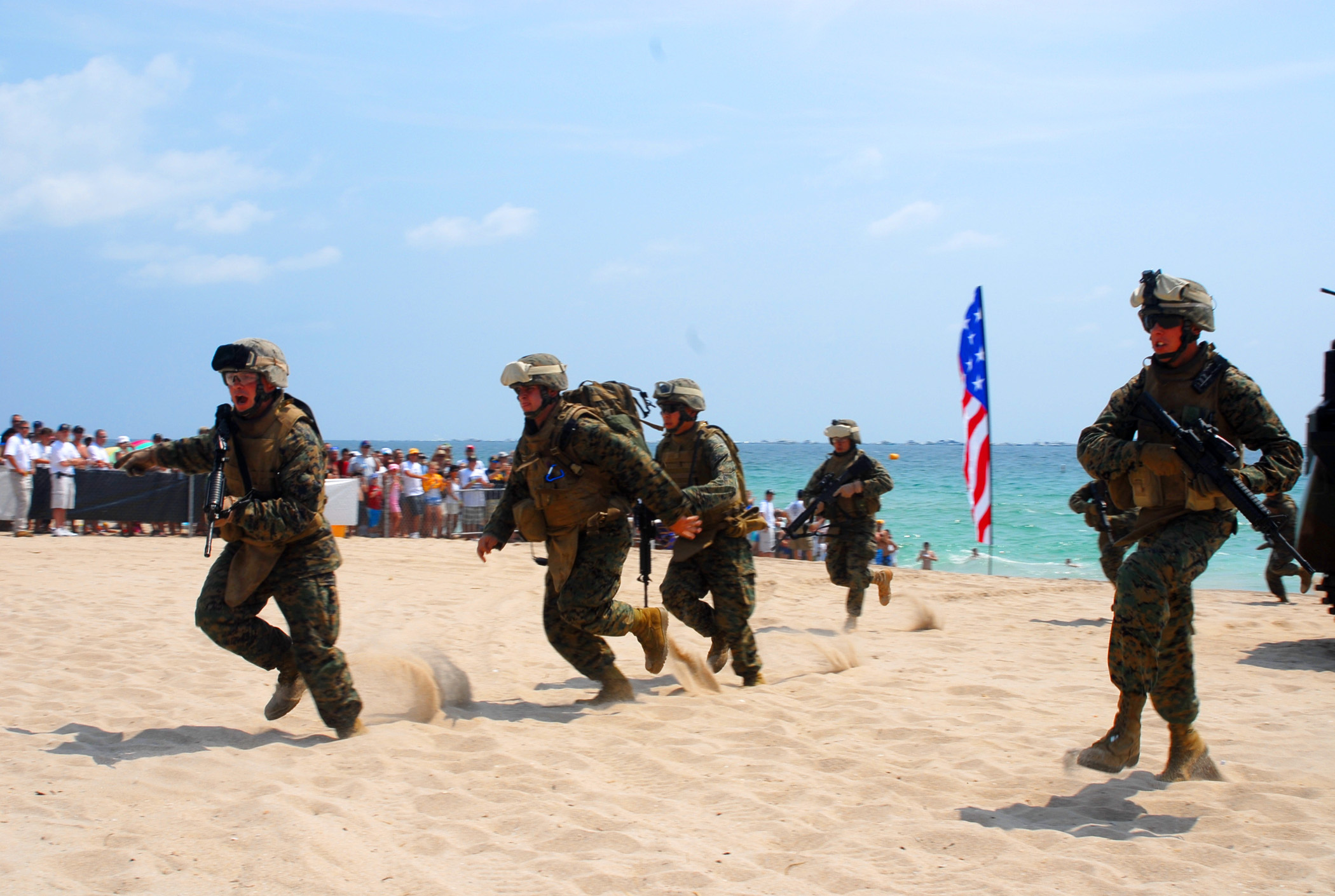
Esercitazioni della Marina degli Stati Uniti sull'arenile
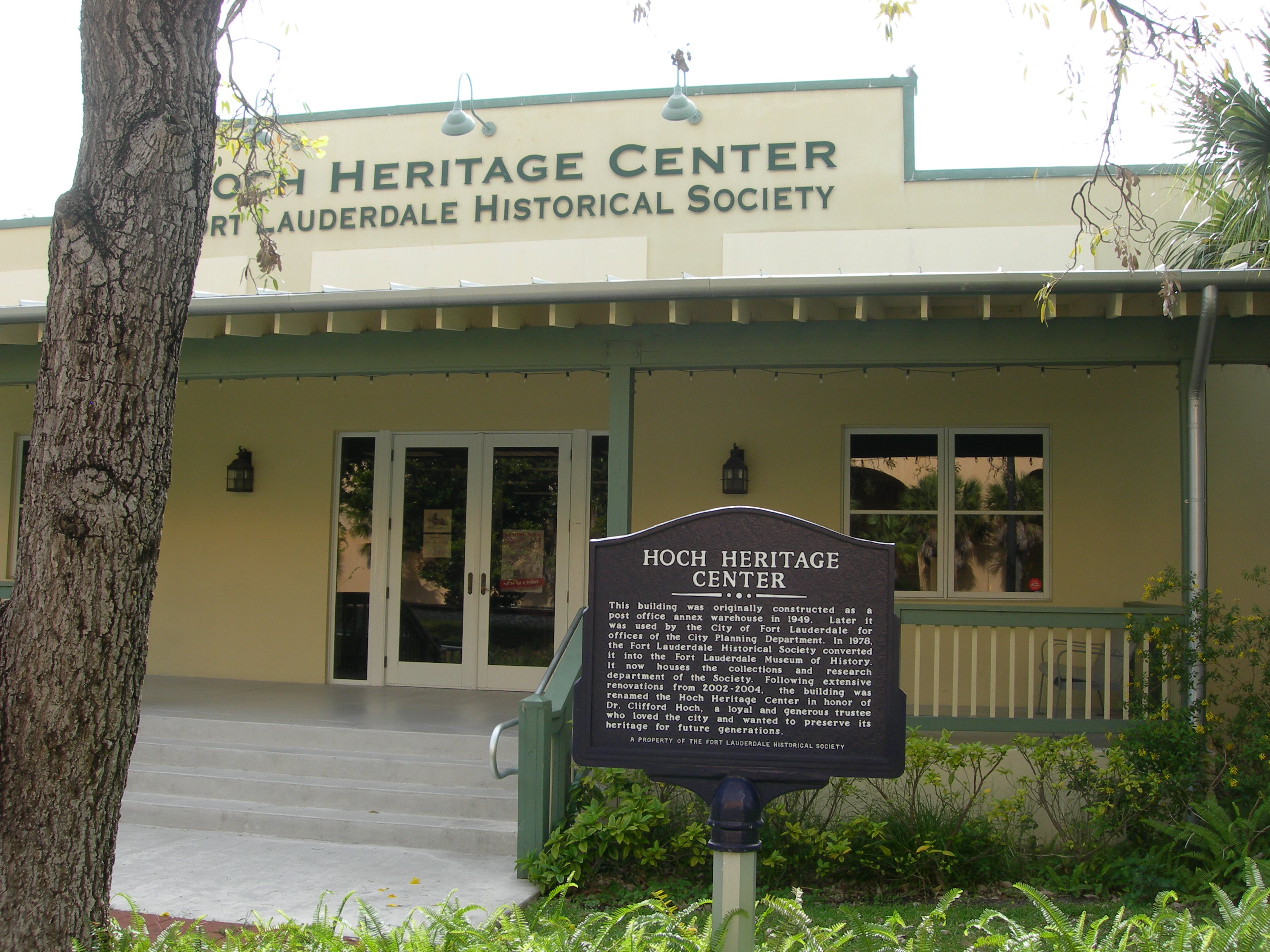
Edificio storico (1940 circa)
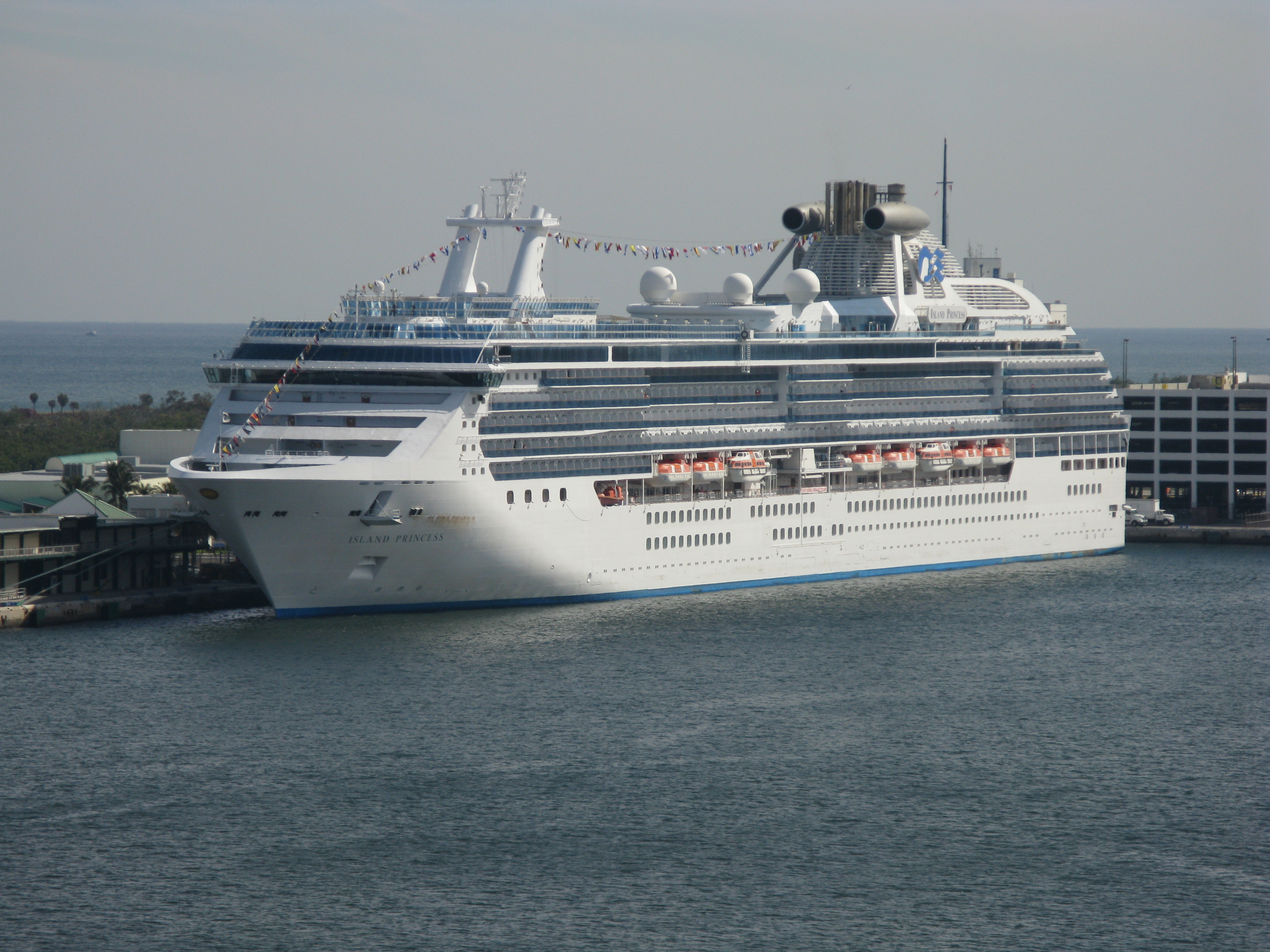
Nave da crociera in rada a Fort Lauderdale
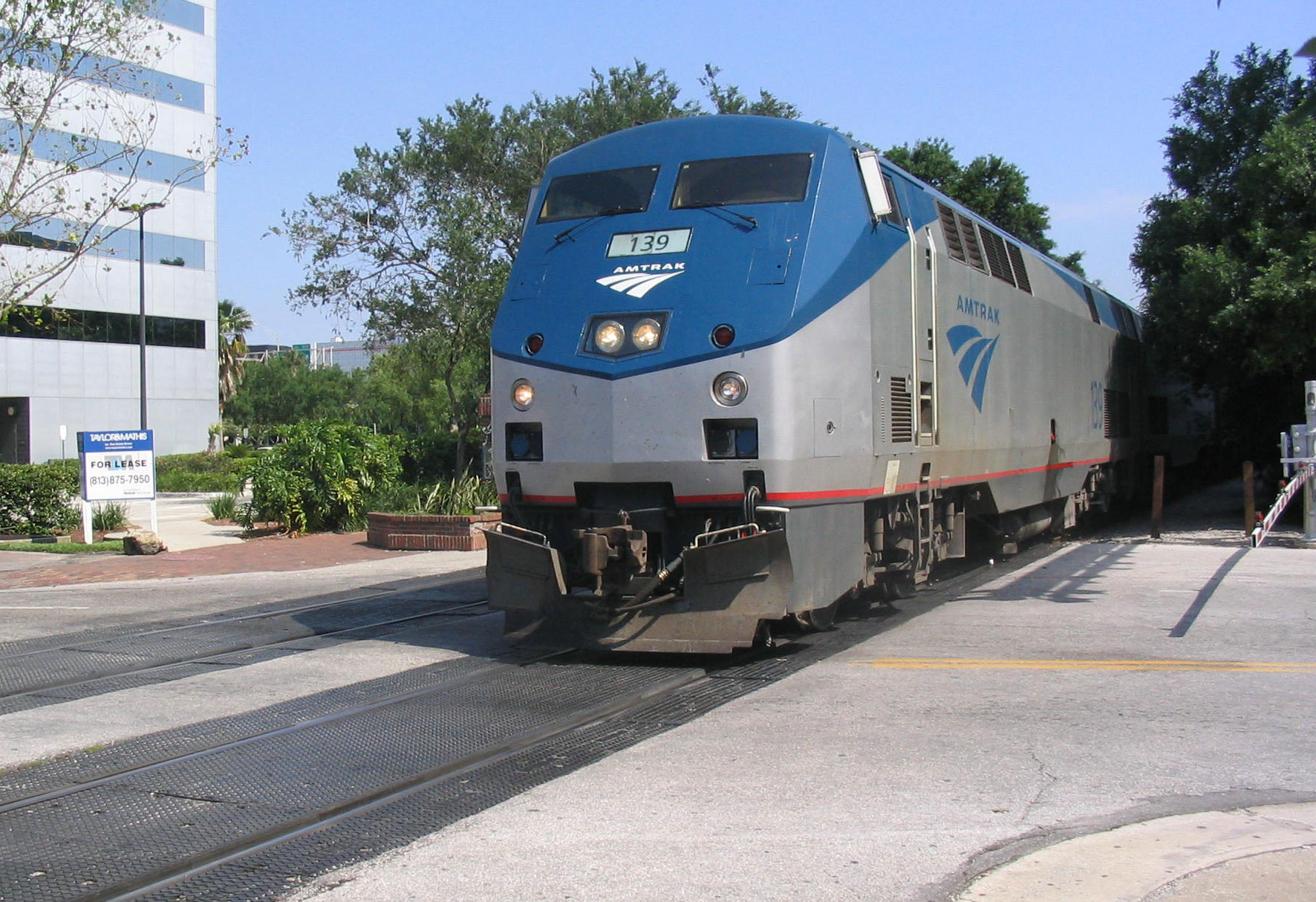
Treno della Amtrak in viaggio dalla stazione di Fort Lauderdale
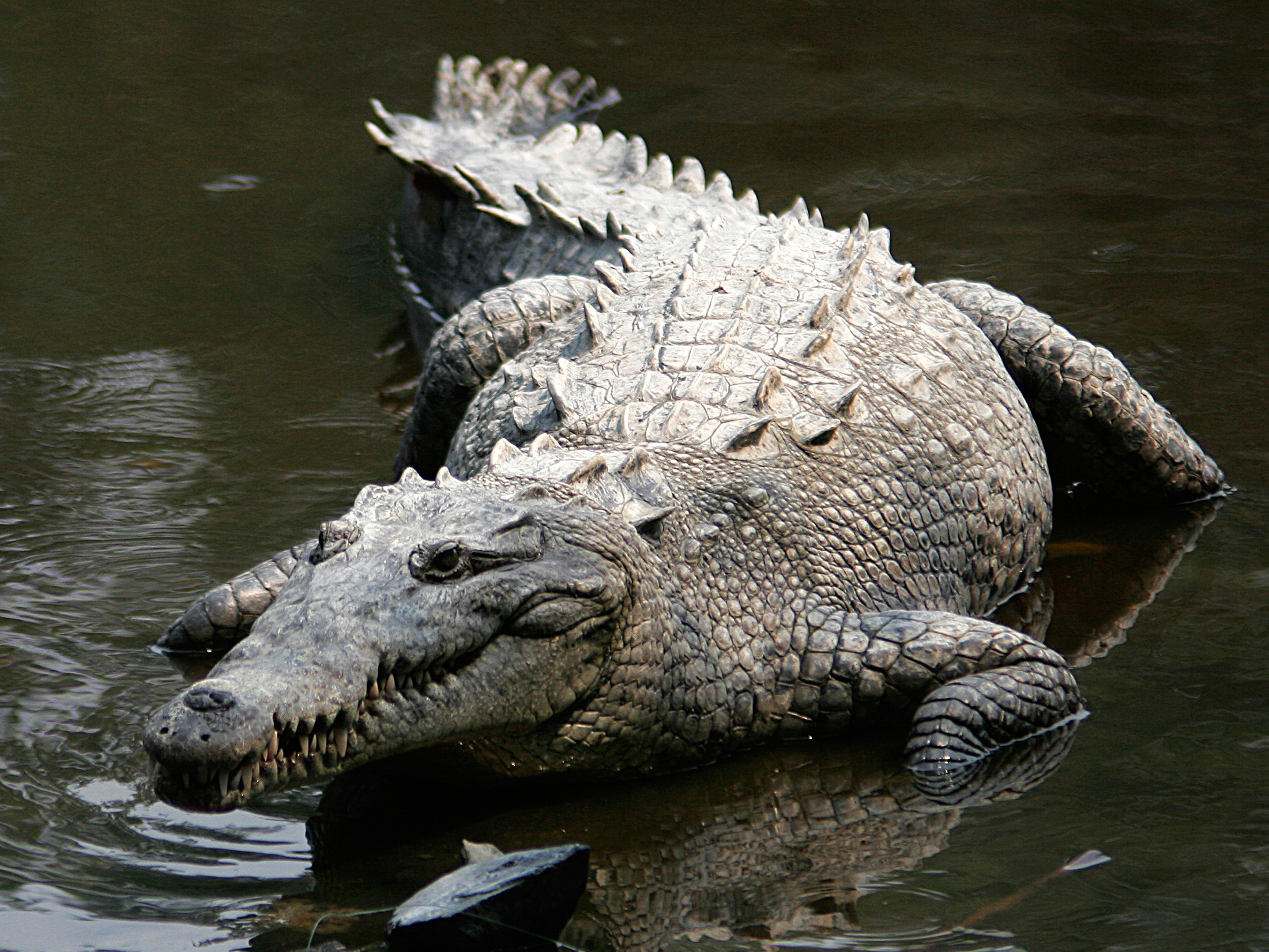
Un coccodrillo americano, specie endemica delle Everglades